# Claquage du vide
Pour les articles homonymes, voir Claquage.
Le claquage du vide est une technique qui permettrait de générer des particules élémentaires à partir du vide, au moyen d'un laser de grande puissance, de l'ordre du pétawatt. Ce projet ferait appel à l'usage d'un laser géant, libérant une énergie (de l'ordre du joule) dans des temps très courts, de l'ordre de quelques dizaines de femtosecondes, sur une cible minuscule,.
Le projet européen Extreme Light Infrastructure s'intéresse à ce domaine de recherche.